# NMBS/SNCB

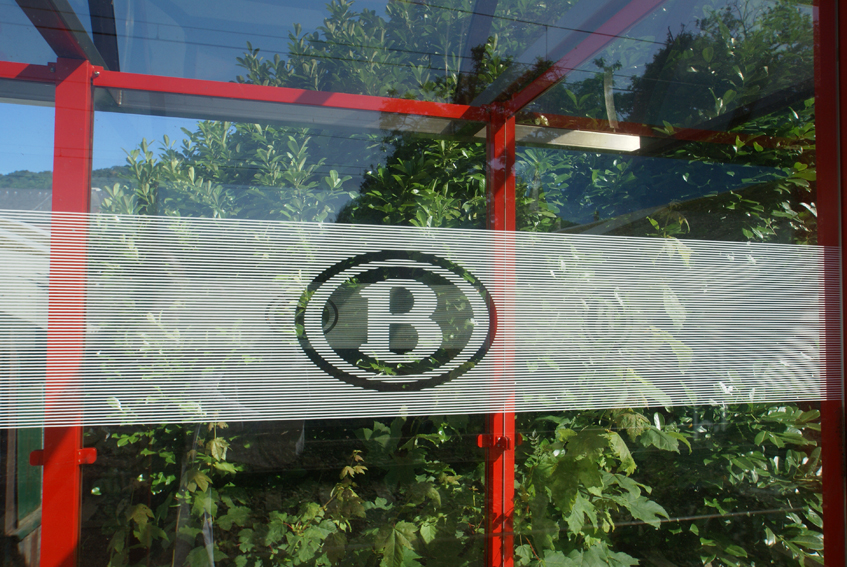
Refugi amb el logotip de la NMBS a Flémalle

La Societat Nacional dels Ferrocarrils Belgues, NMBS (Nationale Maatschappij der Belgische Spoorwegen,(neerlandès)) o SNCB (Société Nationale des Chemins de fer Belges (francès)) és la companyia nacional de transport ferroviari de Bèlgica.
La societat fou creada el 1926 per l'estat belga en voler integrar totes les companyies privades i les línies de l'estat de Bèlgica. En cerca de diners al trenc d'alba de la gran crisi econòmica del 1929, l'estat va privatitzar-la el 1927. Després de la segona guerra mundial, l'estat belga va tornar a comprar totes les accions i el 1958 totes les línies van ser nacionals.
Des de 1991, va esdevenir una societat pública autònoma, el que va reduir la dependència de la política i que hauria de facilitar una gestió més empresarial.

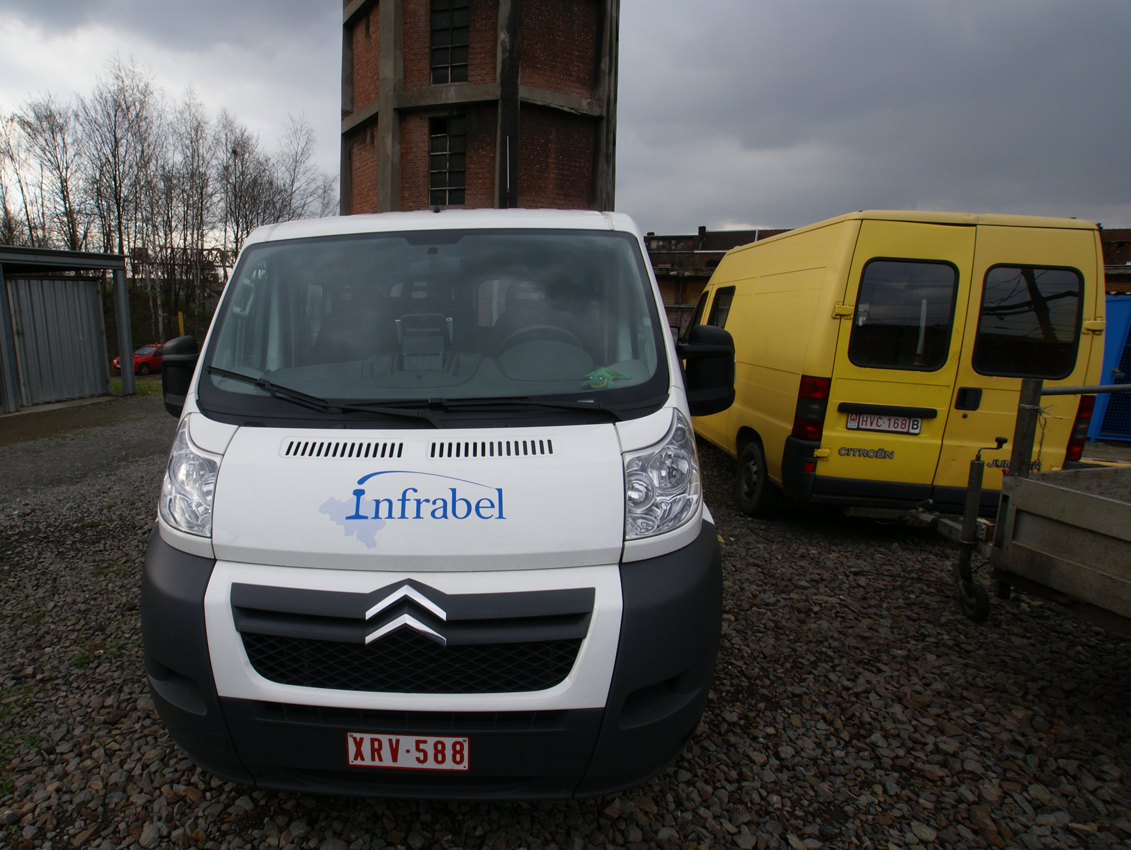
Furgoneta amb el logotip d'Infrabel

La reglamentació europea va imposar d'escindir l'estructura única que fins aleshores va ser a un dels millors serveis ferroviaris integrats en dues parts: un gestor de la infraestructura Infrabel i un organitzador de transport ferroviari NMBS o SNCB. Sota la pressió dels sindicats i de certs polítics que van voler evitar el desastre de la privatització de British Rail i de RailTrack al Regne Unit van crear un holding que coordina les dues parts: NMBS-Holding o Holding SNCB. Aquests tres formen el Grup NMBS.
El 2006 el grup NMBS ocupava uns 37.865 persones i és doncs un dels empresaris més llargs de Bèlgica. La xarxa comptava 3536 quilòmetres de línies, dels quals 2701 km electrificats i 314 km d'alta velocitat.
El 2007, va transportar 206,5 milions de persones un augmentació important en comparació amb els 186,6 milions de 2005. El 2012, preveu 240 milions de viatjants. 2011 va ser un any record amb 229,18 viatjants transportats.

## Sucursals
- Inter Ferry Boat (IFB): Transport intermodal
- Tuc Rail: Serveis d'enginyeria d'infraestructures ferroviàries
- Transurb Technirail: Serveis d'enginyeria de transport
- Railtour: Turisme
- Publifer: Publicitat

## Participacions
- Eurostar Group: les línies d'alta velocitat Brussel·les-Londres i París-Londres
- Thalys International: les línies d'alta velocitat París-Brussel·les-Amsterdam i París-Brussel·les-Lieja-Colònia.
- BeNe Rail International (empresa conjunta amb la societat ferroviària neerlandesa NS)

## Persones destacades
- Egide Walschaerts (1820-1901), enginyer ferroviari i empresari